# Fischells
Fischells is een gemeentevrije plaats in de Canadese provincie Newfoundland en Labrador. Het gehucht ligt aan de monding van Fischells Brook in St. George's Bay, aan de westkust van het eiland Newfoundland. 
Fischells is enkel bereikbaar via een 6,5 km lange weg die vanaf het dorp Heatherton noordoostwaarts langsheen de kust loopt. Het gehucht is in het kader van de hervestigingen in Newfoundland grotendeels hervestigd in het midden van de 20e eeuw.

## Toponymie
De plaatsnaam komt vermoedelijk oorspronkelijk van Fushell, een anglicering van de Franse familienaam Fusil.